# Chilocampyla
Chilocampyla là một chi bướm đêm thuộc họ Gracillariidae.

## Các loài
- Chilocampyla dyariella Busck, 1900
- Chilocampyla psidiella Busck, 1934